# Neuroonkologi

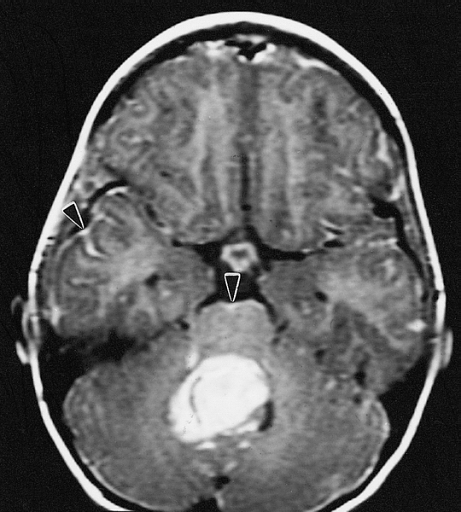
Magnetisk resonanstomografi: Den ljusa kontrasterande massan indikerar ett medulloblastom i cerebellar vermis. Diffusa ansamlingar av kontrastmedlet i subarachnoidutrymmet (pilar) indikerar spridning längs hjärnhinnorna.

Neuroonkologi är ett område inom medicinen som kombinerar neurologi och onkologi. 
Neuroonkologi handlar i första hand om cancersjukdomar i nervsystemet, samt diagnos och behandling av dessa, vilket inbegriper följande tumörtyper:
- primära tumörer i centrala nervsystemet (hjärntumörer och tumörer i ryggmärgen)
- sekundära tumörer i centrala nervsystemet (hjärnmetastaser och ryggmärgsmetastaser)
- maligna lymfom i centrala nervsystemet
- tumörer i det perifera nervsystemet